# パトモス島の聖ヨハネ (ベラスケス)

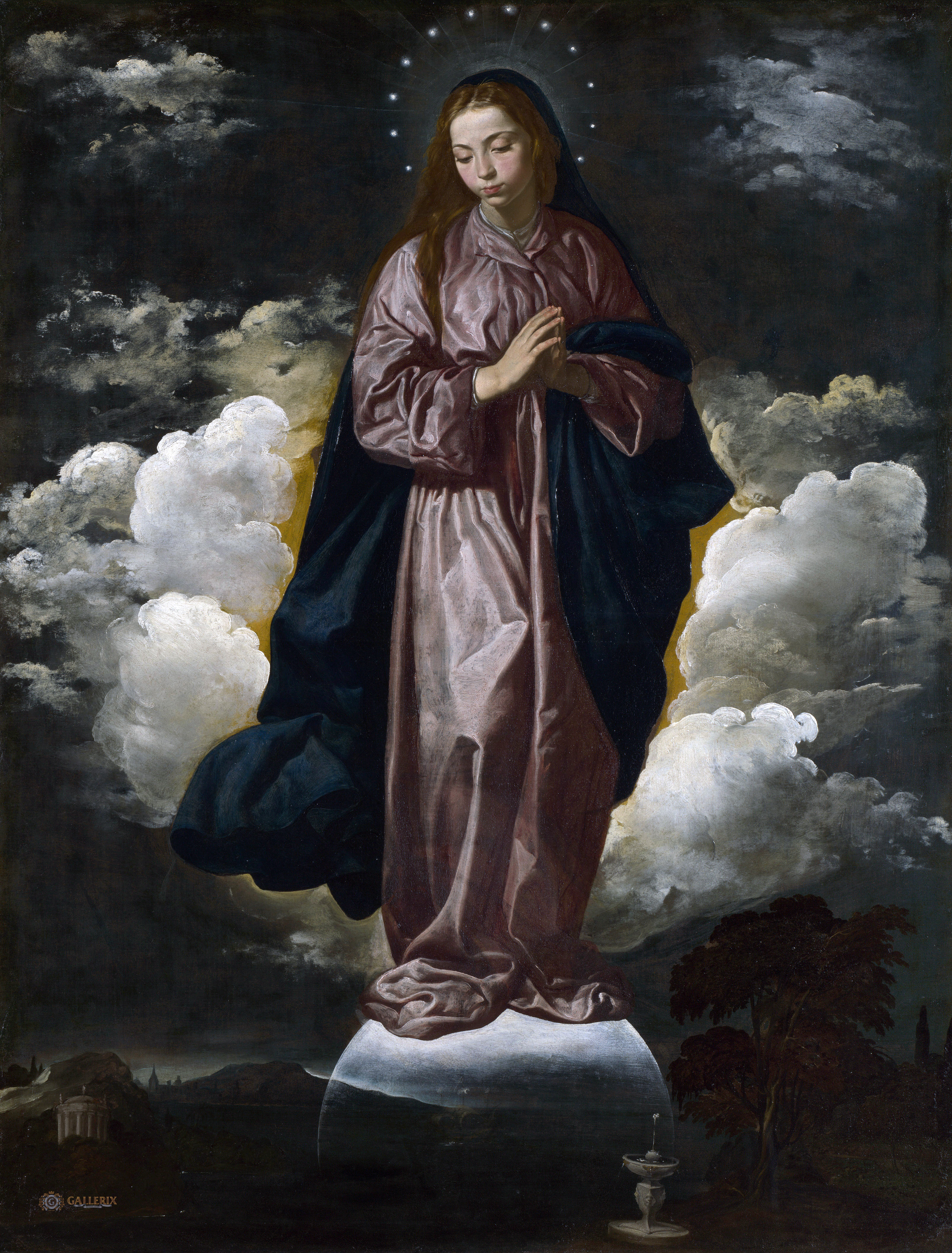
ディエゴ・ベラスケス『無原罪の御宿り』 (1618-1619年ごろ) 、ナショナル・ギャラリー (ロンドン)

『パトモス島の聖ヨハネ』(パトモスとうのせいヨハネ、西: San Juan en Patmos、英: Saint John the Evangelist on the Island of Patmos) は、バロック期のスペインの巨匠ディエゴ・ベラスケスが1618年ごろ、キャンバス上に油彩で制作した絵画である。1956年にピルグリムズ・トラスト (The Pilgrims Trust) とアート・ファンドの援助により購入され、以来、ロンドン・ナショナル・ギャラリーに所蔵されている。
画面に描かれているのは、イエス・キリストの弟子の1人である福音記者ヨハネである。本作は同じくナショナル・ギャラリーにある『無原罪の御宿り』と対をなす作品で、どちらも本来はセビーリャの履靴カルメン (Carmen Calzado) 修道院の聖堂参事会会議所にあった。

## 作品
誰がこの絵画を委嘱したかは不明である。1800年にセビーリャの履靴カルメン修道院の参事会会議所で最初に記録されている。本作はおそらく『無原罪の御宿り』とともに委嘱され、構想されたと思われるが、両作は本来、彩色木彫を含む大きな祭壇画の一部をなしていたのかもしれない。
福音書記者聖ヨハネは、流刑先のパトモス島で『黙示録』を執筆したとされる。彼は通常、白い髭のある老人として描かれるが、本作では非常に若く描かれている。彼は「黙示録の女性」 (画面上部右側) の幻視を見て、それを書き記しているところである (『黙示録』: 12章1-4)。彼は膝に大きな本を載せ、羽根ペンを止め、頭上の雲に浮かぶ小さな女性を見ている。
彼女の横には龍 (悪魔) がおり、聖ヨハネが書くところによれば、幼子が生まれるや喰おうとしている。彼女は、逃げられるように大きな鷲の翼 (背後に微かに見える) を与えられている。鷲は聖ヨハネのアトリビュート (人物を特定する事物) の1つで、画面左端の彼の横に登場している。「黙示録の女性」は往々にして聖母マリアと考えられ、本作の対になる『無原罪の御宿り』と関連づけられる。
遠くに海と山がかろうじて見分けられる、暗い背景を持つ本作は、明暗効果、それも交錯する光と影のやや強烈なコントラストを特徴とする。また、形態を力強く明快に浮かび上がらせる幅の広い、簡略化された平面を特徴とする。純朴で実直な表情を見せる聖ヨハネの顔は、このような幅の広い面、つまり絵具を大胆な筆致で塗ることによって肉付けされている。色彩的には、赤の微妙なアクセントをまじえたオレンジ色や褐色、そして白色からなる調和が様式上の統一性と極端なまでの力強さを作品に与えている。
なお、ベラスケスの宗教画では通常のことであるが、本作の聖ヨハネの顔は、対となる『無原罪の御宿り』の聖母マリア同様、実在のモデルにもとづいているように見える。その顔はベラスケスの自画像ではないかという説もあるが、確証はない。